# Nainital (district)
Nainital is een district van de Indiase staat Uttarakhand. Het district telt 762.912 inwoners (2001) en heeft een oppervlakte van 3853 km².
Almora · Bageshwar · Chamoli · Champawat · Dehradun · Haridwar · Nainital · Pauri Garhwal · Pithoragarh · Rudraprayag · Tehri Garhwal · Udham Singh Nagar · Uttarkashi